# Gutenberg, Steiermark
Gutenberg är en kommun i distriktet Weiz i förbundslandet Steiermark i Österrike.
Kommunen består av fyra orter (Ortschaften) (inom parentes invånarantal 1 januari 2024):
- Garrach (492)
- Kleinsemmering (793)
- Stenzengreith (208)
- Stockheim (161)

Kommunen bildades med namnet Gutenberg-Stenzengreith den 1 januari 2015 genom en sammanslagning av kommunerna Gutenberg an der Raabklamm och Stenzengreith. Den 1 januari 2020 överfördes orten Plenzengreith till kommunen Passail. I juni 2023 bytte kommunen namn till Gutenberg.